# Lago Bolzer
El lago Bolzer (en alemán: Bolzersee) es un lago situado en el distrito de Ludwigslust-Parchim, en el estado de Mecklemburgo-Pomerania Occidental (Alemania), a una altitud de 31.6 metros; tiene un área de 81 hectáreas.